# 軍用手票

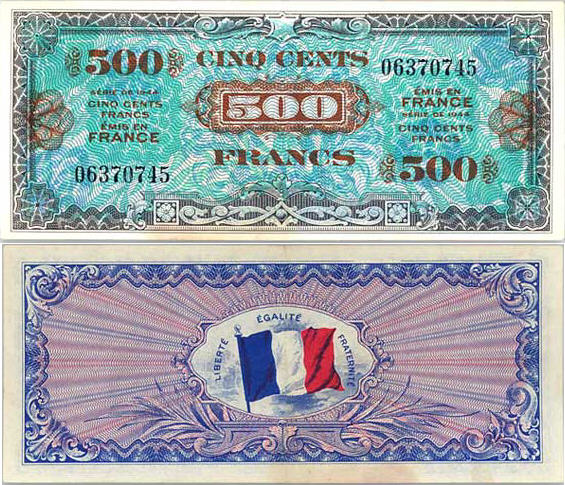
連合国軍がフランスで使用した500フラン軍用手票 (1944年)

軍用手票（ぐんようしゅひょう、military currency、military payment certificate）とは、戦争時において占領地もしくは勢力下にて軍隊が現地からの物資調達及びその他の支払いのために発行される擬似紙幣である。政府紙幣の一種と解されることもある。略して「軍票（ぐんぴょう）」と呼ぶことが一般的である。軍隊が通貨の代用として使用する手形ないし占領軍の交付する代用貨幣であり、最終的には、その軍隊が所属する政府によって軍票所持者に対し債務支払いを行う必要があるが、敗戦国の場合、支払能力がないため反故にされる場合もある。また第二次世界大戦の敗戦国である日本の場合、かつて戦時国際法上、個人に対する戦争被害を敗戦国が補償する義務がなく、また連合国側が軍票の支払い義務を免除したため、後に国際問題になったことがある。

## 概要
軍隊は食料などの物資を現地調達する。それは一方的な物資徴発、ともすれば略奪であった。しかし、そのようなやり方は外聞が悪く、徴発相手の反感を招く。そのため近代以降の戦争では各国軍隊が軍票によって物資を購入するという形を採るようになった。このような軍票を初めて発行したのが英仏戦争時のイギリスで1815年のことであった。その後紙幣のようなものに進化した。1907年に締結されたハーグ陸戦条約で、条約締結国は戦時下の占領地で徴発する行為が禁止され、同条約第52条に「現品を供給させる場合には、住民に対して即金を支払わなければならない、それが出来ない場合には領収書を発行して速やかに支払いを履行すること」とされ、現金もしくは軍票で代償を支払うこととされた。
このように軍隊が所属する国家の通貨制度とは分離して軍票を使用するのは、占領軍が占領地（現地）通貨を確保し使用することが困難であるためであり、本国通貨は占領地での法貨ではないため現地民との取引が円滑に進まない可能性がある（強制決済力がない）。その他に重要な目的として軍票は戦争終了後に本国通貨ないし現地通貨、あるいは本位金などと交換決済する仕組みであるため戦時中の物価変動を隔離することが可能であり、講和条件にともなう賠償金を清算金に充てることが可能であった。代用通貨として信用を本位金にではなく占領側政府の国庫に紐づけすることで事実上の信用通貨（手形）として流通させるものである。また敵国に大量に略奪された際にただちに切り替えが可能であるなど、戦略面からの要請がある。また発行体の保証する事実上の手形であるため、発行体が現有する手持の貴金属による支払いに拘束されることがなく、実際の経済力以上の物資の徴発も可能でもある。西南戦争時の西郷札のように反政府軍が勝手に印刷し流通させたものや、沖縄県の久米島を占領したアメリカ軍の一部隊が許諾なしに謄写版で印刷し勝手に発行した久米島紙幣もある。前者は軍隊の発行する事実上の信用手形であったが後者は軍隊が住民に放出する物資との交換券の性質があり軍票の持つ住民に対する信用力はそれぞれであった。
以上のように、軍票は通貨のような体裁と流通機能を有しているが、最終的には戦争終了後などに政府当局に提出して現金化もしくは貴金属による交換をする事が必要である。ただし、軍票を法定通貨として流通させることもある。一例として、太平洋戦争中に香港を占領した日本軍は、軍票を発行し通貨として流通させていたが、1943年6月には軍票を唯一の通貨と定め、軍票以外の流通を禁止し、所有している香港ドルは軍票と交換させ、違反者には厳罰を課すものとした。また太平洋戦争終結後日本を占領した米軍は、B記号軍票を日本本土や琉球諸島で使用した。このとき大蔵省は省令により、米軍軍票を日本の法定通貨とし公私一切の取引に無制限に通用するものとした。

## 日本軍用手票の性格
岩武照彦(1980)は、以下の様に分析している。
軍票の性格について、有賀長雄は徴発証券説をとり、軍票は貨幣ではなく徴発物件および労力に対して国際法規に基づき占領軍の公布する証券であるとの説を採る。これはハーグ条約附属陸戦法規規則52条3項に根拠をもとめているが、軍票は同規定にいう現金ないし現地通貨ではないが、定額証券なので「受取証」とは言い得ない。森武雄（元陸軍主計中将）は「軍票なる特殊の貨幣代用券」とし、津下剛は日清日露戦争時の軍用手票について「日本政府が満州の占領地に於いて発行した紙幣」と規定する。大蔵省理財局は軍票の法律的性質を次のように説明している。
1. 法律ノ根拠ニ基クモノニ非ズ且法律上ノ強制通用力ヲ有セザルヲ以テ厳格ナル意義ニ於ケル通貨ニハ非ザルモ
2. 無期間、無利子、無記名ノ定額証券ニシテ債務者ガ之ニ依ル支払ヲ受諾スル限リ有効ナル弁済ヲ為シ得ルモノナルヲ以テ
3. 専ラ国外ノ派遣地ニ於ケル軍費支払ノ便ニ供セラレ且法律上ノ強制通用力ヲ有セザル政府発行ノ兌換紙幣ニ準ズル性質ヲ有スルモノト謂フコトヲ得ベシ

華中で一般通貨として使用されつつあったことに関しては以下のようにしている。
1. 現ニ事実上一般通貨トシテ流通スル以上之ニ依リ軍費支払ノ円滑ヲ期シ得、従テ軍費支払ノ便ニ供スルト謂フ軍用手票発行ノ本来ノ目的ヲ達シ得ルモノト謂フベク決シテ其ノ本質ニ反スルモノニ非ズ

### 軍票とインフレーション
しばしば「軍票は軍隊により無責任に大量に発行されるので紙屑になる」と考えられ侵略犯罪の典型のように見なされるが金融学の観点では正しい理解ではない。まず過去の軍票の多くは金本位制下の本位通貨との交換を明記してあるものであり、戦争終了後に中央政府により交換を保障された「特殊な代用通貨」である。一方で日中戦争期や第二次世界大戦期においては、すでに日本銀行券が金本位制を離脱し不換紙幣となっていたため（1931年12月）、発行された軍票にも本位通貨との交換は明記されていない。
日本政府の発行した軍票は国内・香港に設置された内閣印刷局（大蔵大臣により認可された印刷局）により製造され臨軍特会の執行として使用されるものであり「軍隊が無責任に」発行するものではなく、紙幣の原板は容易に偽造されない工夫が施された。本位通貨との交換は終戦後に横浜正銀を通じて本位通貨ないし現地通貨（場合によっては本位金ないし銀）によって清算される仕組みとなっていた。占領地経済においては原則として従来の現地通貨と軍票のいずれも流通が保障され（香港など例外も存在する）軍票の価値は現地通貨（本位通貨）と一致するよう設定されるのが原則であった。印刷所も「軍隊が現地で無断で印刷していた」ようなものではなく、1942年に内閣印刷局酒匂工場（小田原）で製造が開始され、1943年に静岡、香港、1944年に西大寺（岡山）、彦根と製造が拡大された。
インフレーションと軍票との関係については「紙幣が無責任に発行されたため」生じると解するのは本末転倒の解釈であり、占領地の物資の枯渇、流通の途絶、あるいは現地住民の占領軍に対する敵意から取引を拒否される事による調達不足などにより、現地での物品価格が高騰することにより生じるものであり、それに対応するための臨軍特会の膨張と紙幣の増刷がさらなる現地価格の上昇をもたらすという循環であり、本来的には物資の絶対量の不足が原因となるものである。もっとも、敗戦真近の1945年には、あまりにもの臨軍特会の予算と実行との乖離を解消するために政府出資の特別銀行である外資金庫からの融資という体裁を整える事態になるものの、この制度は敗戦の現実により破綻することとなる。戦後沖縄駐留アメリカ軍が発行したB円（軍票）は当初は１B円＝１円の固定レートであり日本本土の国際収支と連動して調整がなされたが、日本本土が物資不足にともなうインフレで急激に円の価値を下げていた一方で沖縄は実質的に貨幣経済が崩壊していたうえキャンプ民に対しては米軍放出物資があったため、1948年には１ドル＝120B円＝360円で再調整され固定されることになった。

## 各国の軍票

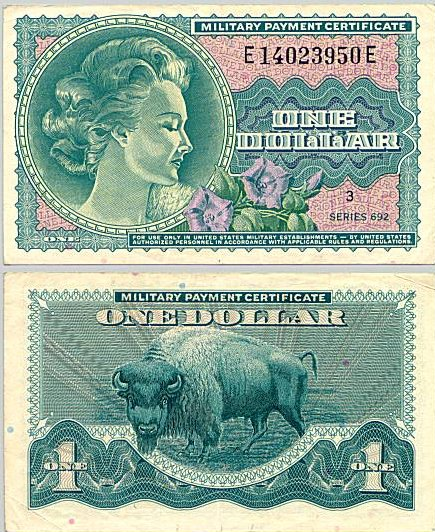
1ドル軍用手票 (1970 - 1973)

第二次世界大戦中には連合国側も発行していたほか、第二次世界大戦後もアメリカ合衆国が世界各地の米軍基地の兵士の給料として米ドル建ての軍票を、1970年代ごろまで支給し使用していた。またベトナム戦争に派遣された韓国陸軍もベトナムで使用する軍票を発行していたほか、イギリス軍も世界各国の基地内で使用する軍票を発行していたこともある。
第二次世界大戦中のアメリカではAllied Military Currencyという軍用手票が発行されていた。第二次世界大戦後からベトナム戦争の終わりまでMilitary Payment Certificate（略称MPC）という米ドル立て軍用手票が発行されベトナムで流通していた。同じくベトナム戦争に派遣された韓国軍も同様の軍票（アメリカ・ドル建）を使用していた。
1990年代になるとアメリカ軍は紙の軍用手票の発行を辞めプリペイドカード方式へと移行した。

## 日本の軍票
日本においては、西南戦争の際に西郷隆盛が使用した西郷札が軍票の最初であるとされ、その後日清戦争や日露戦争、第一次世界大戦（青島攻略戦）などの対外戦争で日本政府が占領地で発行しており、日中戦争や太平洋戦争（大東亜戦争）では中国および東南アジアの占領地各地で現地通貨建てのものが使用された。また戦後アメリカ軍の占領下に置かれた沖縄、奄美で使用されたB円もアメリカ軍が発行した軍票の一種である。
軍票は、臨時軍事費特別会計の執行として軍票の発行体から資金を借り受けて現地で使用され、あるいは兵士・軍属の月俸として使用されたり、民間企業の決済用資金として貸し出されたりするものであったが、すべては臨軍特会を媒介にした清算処理が必要であり、太平洋戦争のように広範囲で多種多様な軍票が使用されたさいには軍票間の、あるいは日本銀行券と軍票間での決済処理は非常に困難を極めた。また戦争の長期化により現地物資の枯渇によるインフレ、およびそれに対処するための臨軍特会の膨張、および軍票の大量流通が、さらなるインフレーションなどの経済的混乱を招く結果となった。
中国戦線で使用した日本円以外にもペソやグルデンなどのさまざまな通貨単位の軍用手票が各占領地で発行された。発行者は政府名義になっているものが多いが、中には南方開発金庫などの日本が設立した現地金融機関が発行した場合もあった。また、対ソ戦を想定しルーブル表示の軍票も試作されたが、実際に使われることは無かった。

### 日本の軍票シリーズ

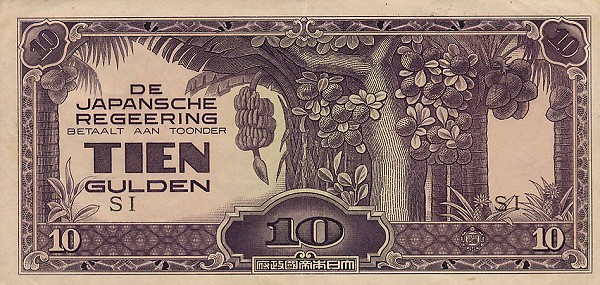
太平洋戦争中、蘭領東インドで日本軍が使用した10グルデン軍票（1942年）

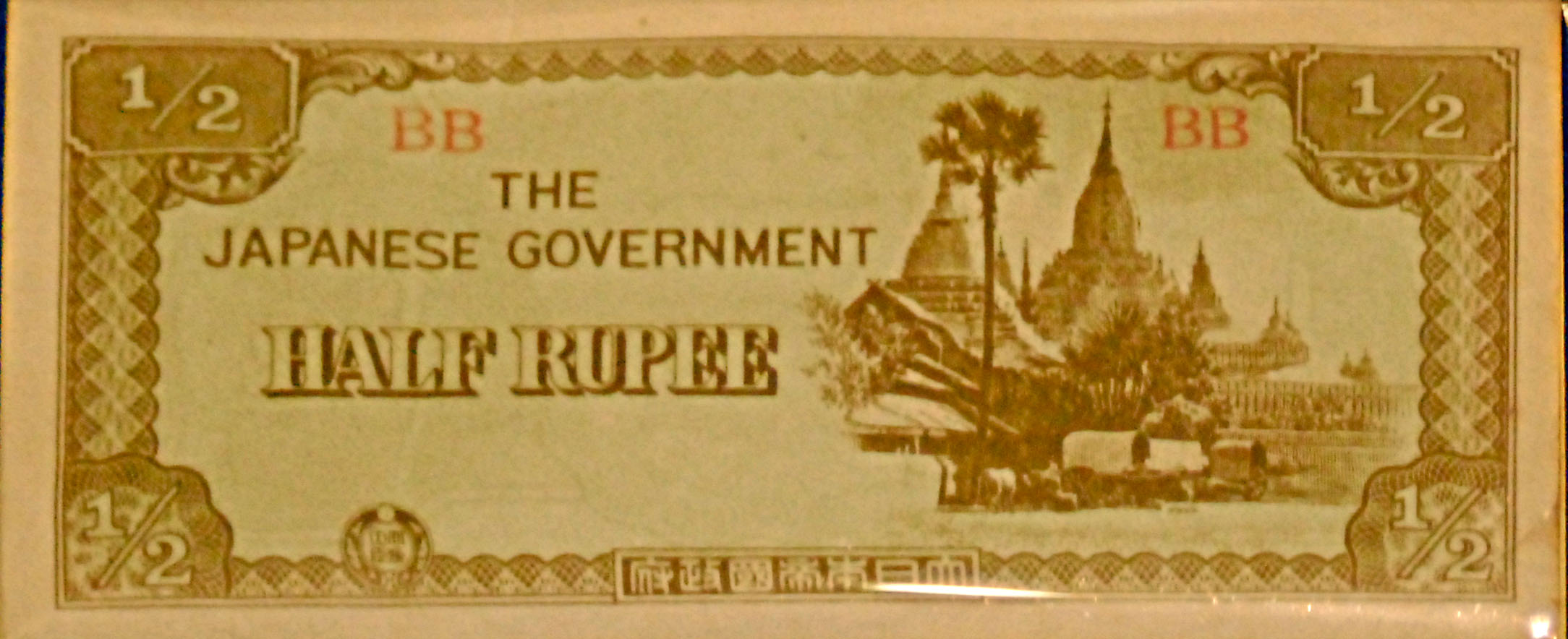
太平洋戦争中、英領ビルマで日本軍が使用した1/2ルピー軍票（1942年）

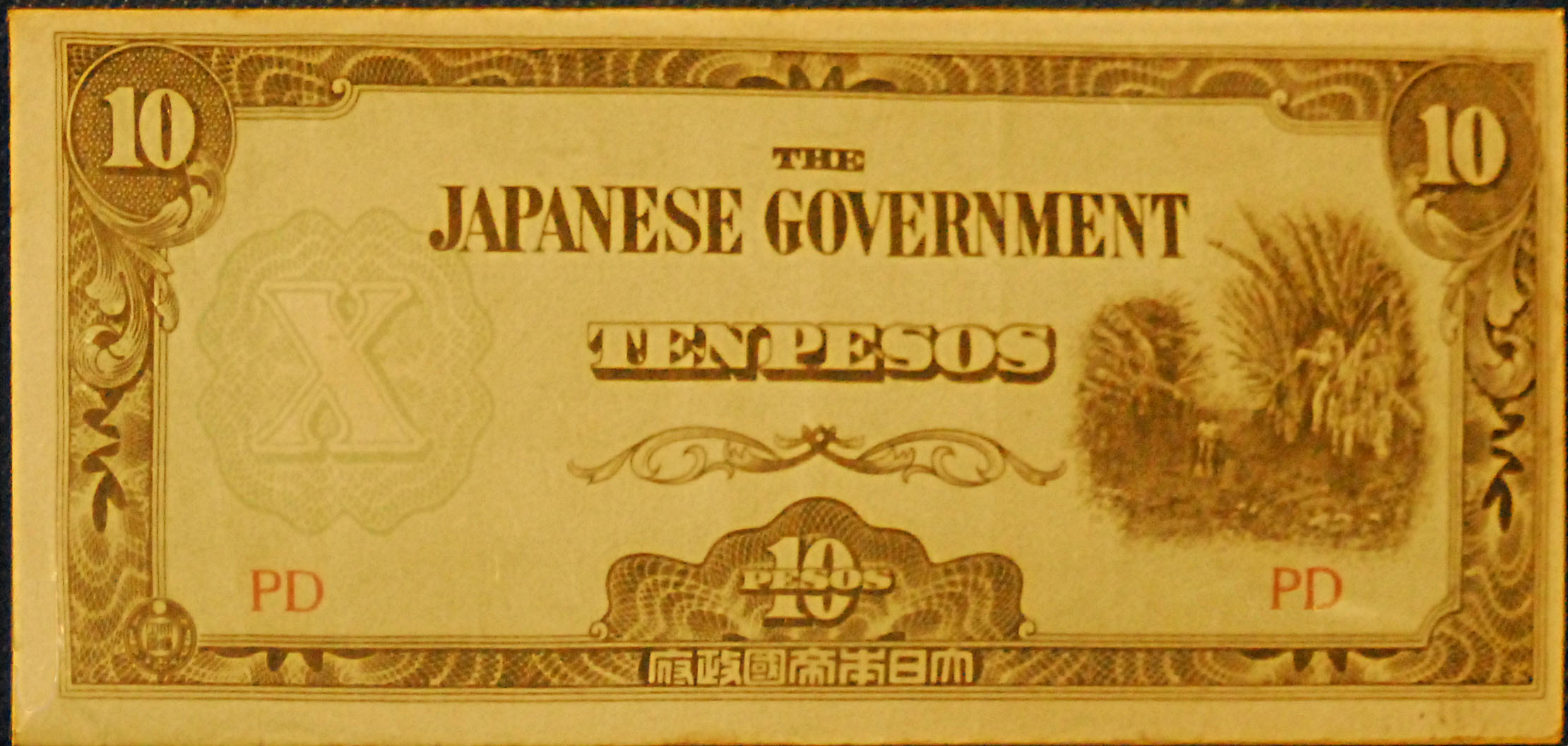
太平洋戦争中、フィリピンで日本軍が使用した10ペソ軍票（1942年）

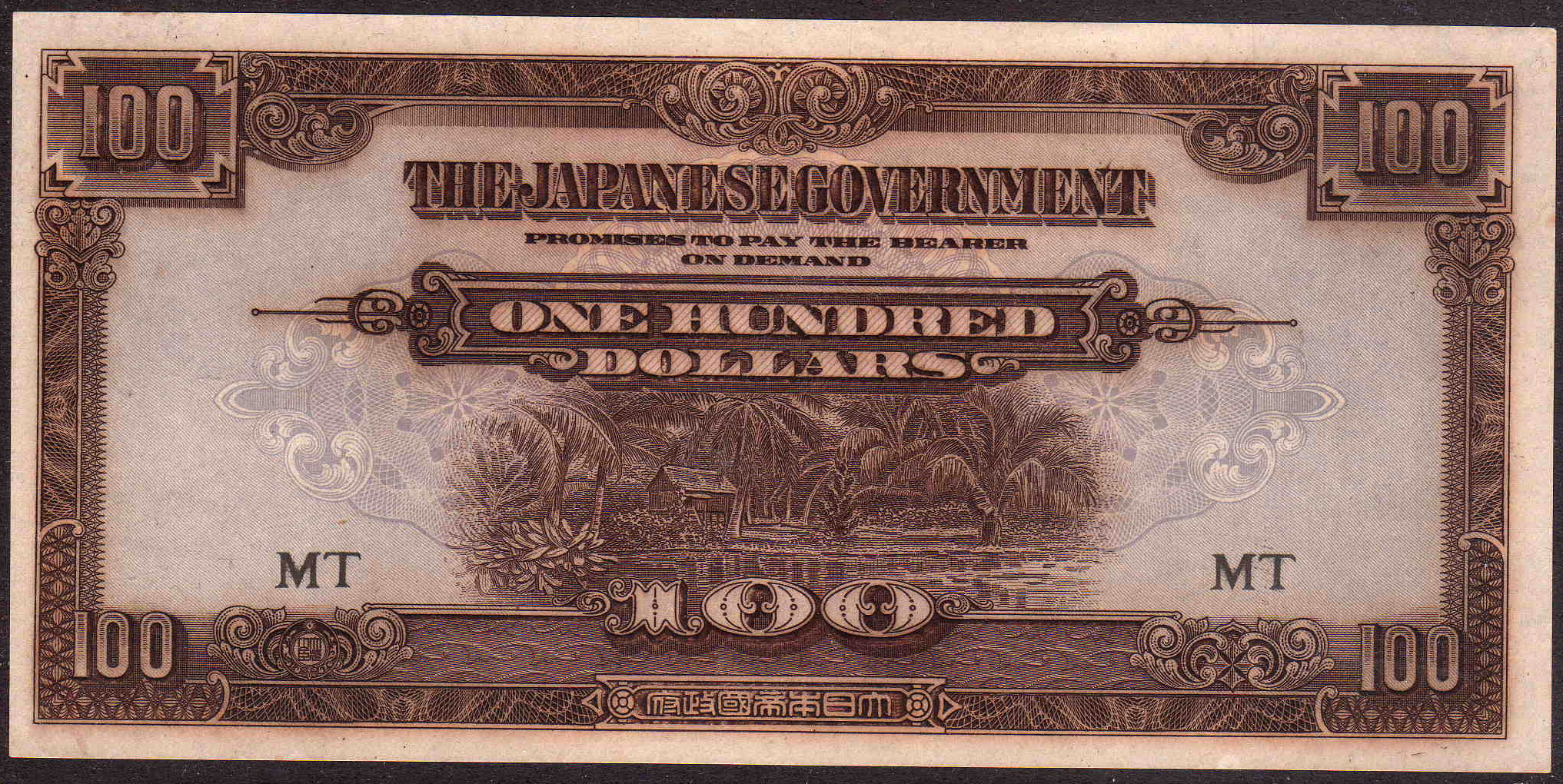
太平洋戦争中、マレー半島で日本軍が使用した100ドル軍票（1942年）

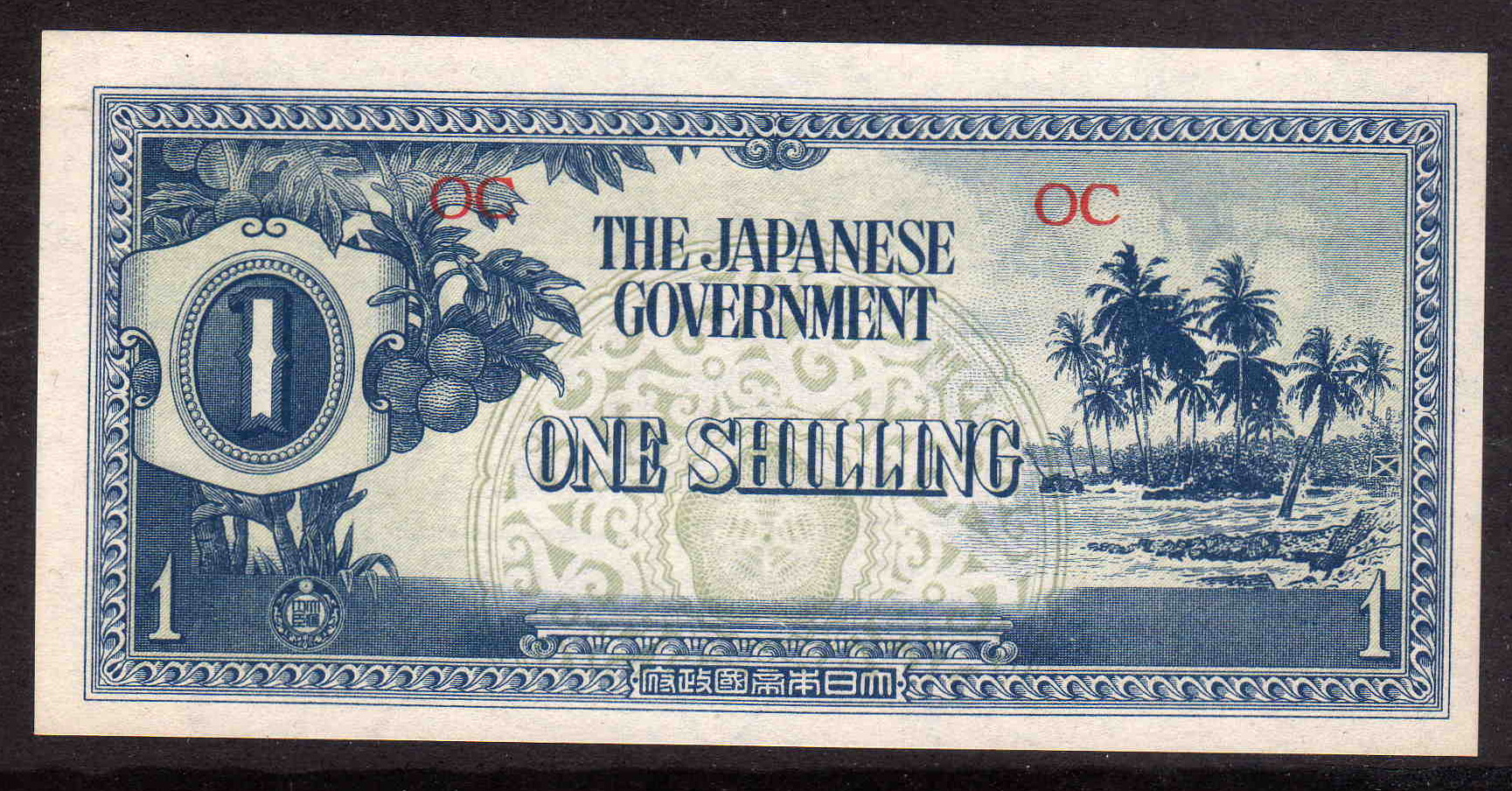
太平洋戦争中、南太平洋地域で日本軍が使用した1シリング軍票（1942年）

日本貨幣商協同組合『日本貨幣カタログ2007』によれば、日本軍が発行した軍票を次のシリーズに分類している。なお、日清戦争から日華事変甲号軍票までは明治時代に発行された明治通宝とよばれる政府紙幣のデザインを踏襲した縦型のものを使っていたが、その後は銀行券スタイルのものが発行されるようになった。
- 日清戦争軍票（両単位）
  - 1895年に勃発した日清戦争で発行、2銭5分、5銭、1・5・10両の清時代の通貨単位の軍票を1895年2月に発行したが、戦争が予想よりも速く終結し、あまり軍票を発行することがなかったため、ほぼ全量が回収された。そのため通用券で現存が確認されているのは1両軍票数枚のみ（その他の額面の券も見本券は現存する）という珍品である。
- 日露戦争軍票（銀円単位）
  - 日露関係険悪化のため、戦争開始前に用意されていたため、日露戦争開始直後の1905年2月に発行。清国や朝鮮で使用するために、朝鮮語（ハングル）による表記がされていた。10・20・50銭、1・5・10円が発行され大量に流通した。戦後多くが回収されたが、従軍した日本軍兵士が低額券を戦勝記念に持ち帰ったため、比較的入手しやすい。
  - 戦地で軍票額面価格を維持するために、いつでも正銀貨と引換を希望すれば、戦地所在の横浜正金銀行各支店、内地指定の金庫、韓国金庫派出所、野戦郵便局、韓国、北中国所在の日本普通郵便局、第一銀行出張所で軍票を受入れた。明治38年6月末までに軍票の発行高は金1億4054万5000円であった。
- 青島出兵軍票（銀円単位）
  - 第一次世界大戦勃発に伴い、日英同盟に基づき日本はドイツ帝国に宣戦布告。当時ドイツが中国に持っていた山東半島の租借地を占領する軍事作戦を展開したが、この時に占領地で使用するために1914年9月に10・20・50銭、1・5・10円が発行された。1926年の統計によれば青島出兵で発行された総金額は11,812,197円で、そのうち161,956円が未回収とされている。そのため残存数が少なく比較的高価なプレミアで取引をされている。
- シベリア出兵軍票（金円単位）
  - 第一次世界大戦末期にロシア11月革命が発生し、史上初の社会主義政権が誕生した。皇帝派と革命政権派の間で激しい内戦が行われたが、世界の列強がチェコスロバキア軍救援を口実にシベリアに出兵した。日本もシベリアに出兵したが、シベリアや北満州で使用するために1919年8月に金兌換を保証した10・20・50銭、1・5・10円が発行された。そのため、日本語とともにロシア語による表記がなされている。
- 日華事変軍票（銀円単位）
  - 1937年には日華事変 (支那事変)（盧溝橋事件・日中戦争）が勃発し、事実上全面戦争に突入した。当時の中国では満州では日系の朝鮮銀行券（日本円と等価）や満州中央銀行券（単位は円）が流通しており、上海では正金銀行が発行する日本銀行券も流通していた。また事変以降は、日本側が各地に設置した中国聯合準備銀行の聯銀券、蒙疆銀行の蒙疆銀行券（蒙疆券）、中央儲備銀行の中央儲備銀行券（儲備券）など20行以上の銀行から発行された銀行券が使用された。1938年（中華民国27年）11月には、華中・華北における軍用票使用が定められ（中国語：华中、华南使用军用票之办法）、日本軍は戦争の進展に応じ様々な軍票を発行したが、この軍票だけでも多くのシリーズがあり種類も多い。この日華事変軍票の各シリーズの券には、裏面に兌換文言及び偽造変造罰則文言として、「此票一到即換正面所開日本通貨／如有僞造變造仿造或知情行使者均應重罰不貸」と記載されている。
甲号券日本軍が従来発行していたスタイルの縦型の軍票。1937年に発行されたが、デザインが明治通宝のものを用いたため陳腐化しており、額面300万円しか使われなかった。10円・5円・1円・50銭・10銭の額面がある。
乙号券当時の日本銀行兌換券のデザインはそのままに、「日本銀行兌換券」等の文字を抹消し、「軍用手票」と大きく印刷して発行。100円・10円・5円・1円の額面がある。
丙号券これも当時の日本銀行兌換券のデザインはそのままに、日本銀行の文字を印刷していない紙幣に「大日本帝国政府軍用手票」の文字を印刷して発行。100円・10円・5円・1円の額面がある。また、丙号100円券は2つのパターンがあり、印刷色が異であり、材質も違う丙号100円券(異式)が存在する。これは中華民国及びイギリスが謀略の為に印刷してした券とも言われているが、わざわざ異にする必要がないのと、大日本政府が香港に臨時の印刷施設を設けて丙号100円券を印刷していたことも事実なため、謎が多い軍票である。[17]
丁号券鳳凰や龍といったデザインに変更した「大日本帝国政府軍票手票」として発行。10円・5円・1円・50銭・10銭・5銭・1銭の額面がある。
戊号券丁号券の表記を「大日本帝国政府」に変更して発行。100円・10円・5円・1円・50銭・10銭・5銭・1銭・2厘5毛の額面がある。このうち2厘5毛券は発行数・現存数が極めて少ない。
ろ号券戊号券のうち「ろ」で始まる記号があるもの。仏領インドシナで使う目的の軍票であったが、殆ど使用されなかった。そのため比較的高価なプレミアが付いている。
そのほか南支派遣軍が発行した「軍用證券」があるほか[18]、現地軍が勝手に印刷もしくは敵の謀略券ともいわれる「丙号異式軍票」（額面100円で、全体が赤色をメインとしたデザインとなっているもの）もある[18]。また現地で印刷されたものの未発行に終わった日本武尊図案の1000円軍票に香港を奪還したイギリス軍が「HONG KONG GOVERNMENT」と加刷して1香港ドル軍票としたものも存在する[19]。

- 大東亜戦争軍票（各国単位）
  - 1941年以後に日本軍が占領したアジア太平洋地域の各地で発行された軍票。各占領地域で発行されたため、軍票の通貨単位も異なり、多くのシリーズがあり、種類が多い。
は号券蘭領インドシナで発行。単位はグルテン。
に号券英領マラヤで発行。単位は海峡ドル。
ほ号券米領フィリピンで発行。単位はペソ。
へ号券英領ビルマで発行。単位はルピー。
と号券英領太平洋地域で発行。単位はポンド。:

## 関連法律
「軍票による支払等の許可の申請手続に関する省令」により、日本人が日本から外国に対して軍票による支払いを行う場合には、財務大臣の許可を受ける必要がある。この許可申請は、財務省の所定の係に直接又は郵送で書類を提出することで行うことができる。また、平成22年までは、e-Govを通じて運用されていた財務省電子申請システムを通じてオンラインでも受け付けていたが、オンライン申請された実績は無い。この省令が言うところの軍票とはGHQと在日米軍が日本国内で使用した軍票の扱いに関してであり、大日本帝国が発行した軍票のことではない。本来の趣旨はアメリカ軍から軍票による支払いを受けた日本企業がアメリカに対して支払いを行う場合の手続きを定めている。当時はドルの持ち出し制限があったため、その関連事項でもある。
現在、アメリカ軍は軍票を発行していないので、今後も申請されることは無いと思われる。
- 明治37年2月
  - 軍用手票製造及び使用法（大蔵大臣）
- 大正3年9月3日
  - 臨時派遣部隊軍資金支弁順序（大蔵省）軍票発行
- 大正4年5月9日
  - 青島守備軍「公報」第16号軍告示軍票及び圓銀壱圓均照左開行市換算
- 大正7年8月7日
  - シベリア及び北満へ出兵の場合に於ける軍用手票取扱順序大蔵大臣より陸軍大臣へ
  - 秘乙第1812号大正7年7月18日 金兌換軍票、金貨及び外国貨幣取扱手続

- 昭和13年9月22日
  - 軍用手票発行要領（閣議決定）
  - 支那事変派遣経費支弁軍用手票取扱手続（大蔵大臣達）
  - 支那事変派遣部隊経費支弁軍用手票取扱手続の実行方に関する件（理財局長依命通牒）

- 昭和16年12月15日
  - 邦銀に於ける軍票対法幣取引開始に関する件
- 昭和16年12月16日
  - 軍票対旧法幣の正金建値相場実施（売25円）
- 昭和17年3月9日
  - 軍票公定建値を儲備銀行建てに改訂（売20円）
- 昭和17年5月28日
  - 上海に於ける銭莊の軍票取引許可制に関する件
  - 上海に於ける銭莊の軍票取引取締規定
- 昭和17年5月31日
  - 邦銀に於ける軍票対新法幣売買に関する件
- 昭和17年6月1日
  - 銭莊の軍票引き取り許可制実施
- 昭和17年6月19日
  - 軍票対新法幣の交換相場及び手数料に関する件
- 昭和17年6月20日
  - 奥地軍票対儲備券交換取扱変更に関する通牒
- 昭和17年6月22日
  - 軍票対儲備券の正金建値を18円1本に改定
  - 奥地に於ける軍票対儲備券の両面交換実施
- 昭和17年6月24日
  - 南京に於ける軍票対旧法幣片交換廃止に関する件通牒
- 昭和17年7月14日
  - 蘇州、常州、無錫に於ける軍票対旧法幣片交換廃止に関する件通牒
- 昭和20年3月19日
  - 紙幣、軍票、銀行券の製造確保緊急対策に関する件
- 昭和20年9月16日
  - 日本帝国大蔵省声明

## 軍票問題

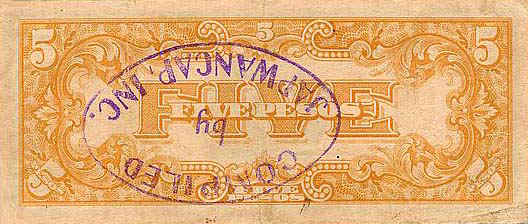
フィリピンの5ペソ軍票に押された日本政府に償還を求める団体のスタンプ

日本軍が発行した軍票は、敗戦により紙切れと化した。大陸や南方、台湾などから引き上げてきた民間人や復員兵のなかには軍票や軍票建ての預金しかもたない者もおり、これら困窮する者たちに対し日本政府はなすすべのない状態が続いた。発行数量が多すぎたため、一部ではインフレで実質的価値が消滅したのもあった。特にインフレが激しかった地域では、タバコの巻紙に軍票が使われたといわれている。軍票に対する日本政府の支払い義務は、連合国がサンフランシスコ講和条約で請求権を放棄したため、消滅したとされている。
しかし、戦後もフィリピンや香港で日本軍が発行した軍票に強制的に両替させられた住民による、戦後補償を求める訴えがある。香港では中国中に流通していた日本軍の軍票が一挙に流入させられたため、前述のように強制的に両替させられた住民は大きな経済的損害を受けた。実際に、日本の裁判所で日本政府に対する損失補填を求める民事訴訟が起こされたが、1999年6月17日に東京地方裁判所は、当時の国際法で戦争被害に対する個人の損害を補償しないという原則と、日本の国内法に軍票を交換する法律が存在しないことを理由に請求を棄却した。
またフィリピン方面で日本軍が発行した軍票のうち、現存するものの中には日本に補償を求めるスタンプを押したものが存在する。これは軍票所持者から信託を受けた団体が受領書を交付し、団体ではスタンプを押して管理するというものであった。しかし、現在では元の所有者に返され、多くの紙幣収集家の手元に納まっている。

## 軍票を描いた切手
オランダ郵政当局が1985年5月15日に発行した「第二次世界大戦終結40周年」記念切手4種を発行した。
4種のうち3種には、ナチスドイツによるオランダ占領下における苦境や、ユダヤ人弾圧などの戦争犯罪が描かれていたが、最高額面の70セント切手には、蘭領インドシナにおける日本占領が描かれている。その中にはオランダ人が日本の皇居に向けてお辞儀させられているものと、鉄道建設に従事させられている様子の間に、5セント軍票が描かれていた。この切手に対し、オランダ郵政当局は「歴史的事実を描いただけ」との姿勢であった。